# スコータイ歴史公園
スコータイ歴史公園（スコータイれきしこうえん、タイ語: อุทยานประวัติศาสตร์สุโขทัย、英語: Sukhothai Historical Park）は、タイ北部にあるタイ族最古のスコータイ王朝の都の跡である。歴史公園はスコータイ旧市街にある。近隣のシーサッチャナーライ歴史公園や、カムペーンペット歴史公園と併せて「スコータイの歴史上の町と関連の歴史上の町」（英: “Historic Town of Sukhothai and Associated Historic Towns”）としてユネスコの世界遺産に登録されている。

## 概要
スコータイ歴史公園は、東西1.8km、南北1.6kmの城壁に囲まれている旧市街地域を中心に展開している。ワット・マハタートを始めとする仏教寺院などの遺跡が残る。城壁の外にも数々の廃寺がある。また、スコータイがもともとクメール王朝の領土であったことからクメール様式の遺構もある。

## 主な遺跡・場所

### 城壁内

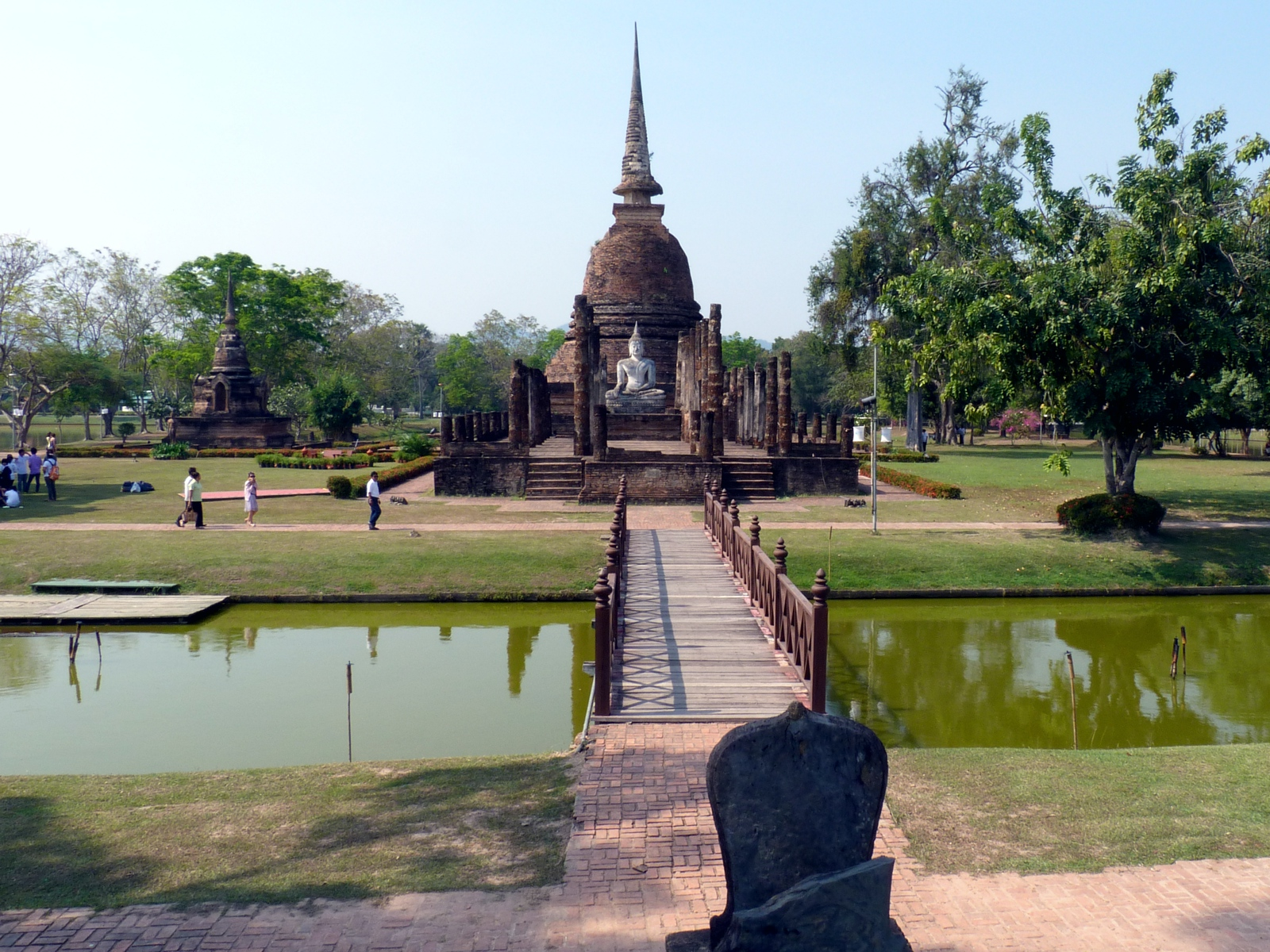
ワット・サシー

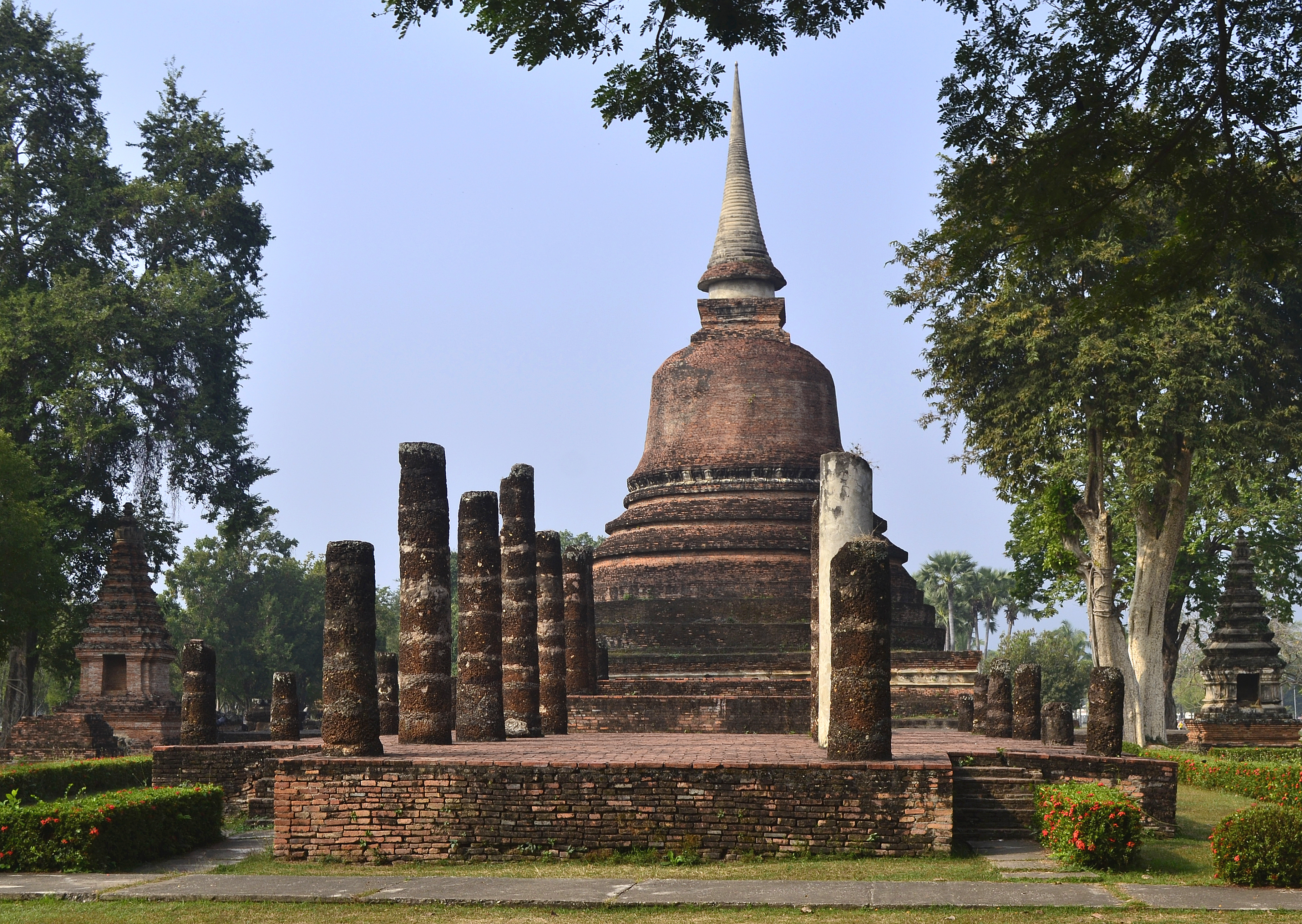
ワット・チャナソンクラーム

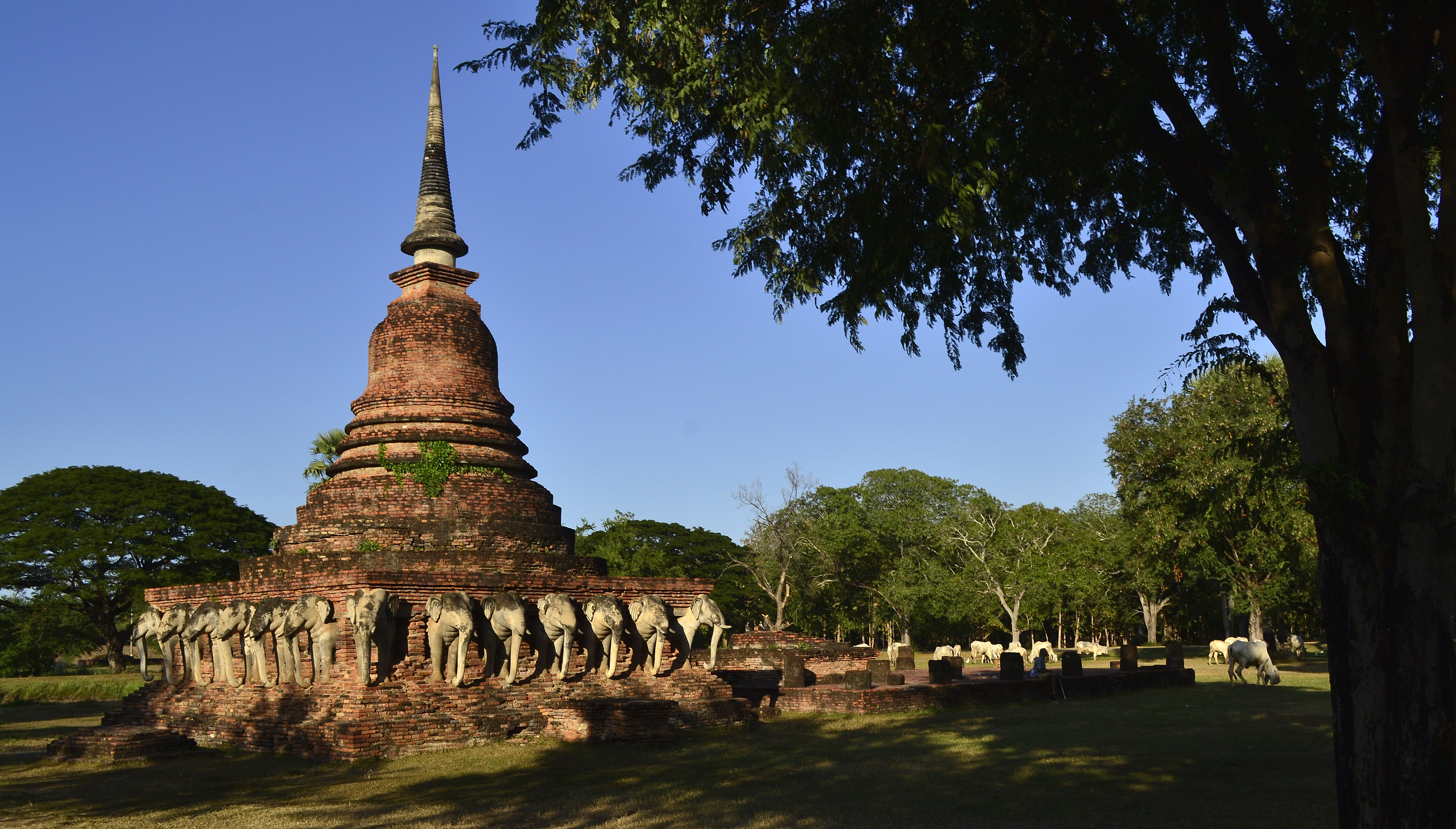
ワット・ソーラサック

1. ラームカムヘーン像 (King Ramkhamhaeng Monument)
2. ワット・マハータート (Wat Mahāthāt)
3. ラームカムヘーン国立博物館 (Ramkhamhaeng National Museum)
4. ワット・トラパングーン (Wat Traphang Ngoen)
5. ワット・シーサワーイ (Wat Sri Sawai)
6. ワット・トラパントーン (Wat Traphang Thong)
7. ワット・サシー（ワット・スラシー）(Wat Sa Si 〈Wat Sra Sri〉)
8. ワット・チャナソンクラーム (Wat Chana Songkhrām)
9. ワット・トラクワン (Wat Trakuan)
10. ワット・マムムアン (Wat Mum Muang)
#. ラックムアン (Lak Muang)
#. ターパーデーン祠堂 (San Ta Pha Daeng 〈Ta Pha Daeng Shrine〉)
#. ワット・ソーラサック (Wat Sorasak)
#. ワット・マイ (Wat Mai)
#. ヌーン・プラーサート（プラーサート土塁） (Nuen Prasat 〈Prasat Mound〉)
#. 王宮跡 (Ruins of Royal Palace)

### 城壁北側

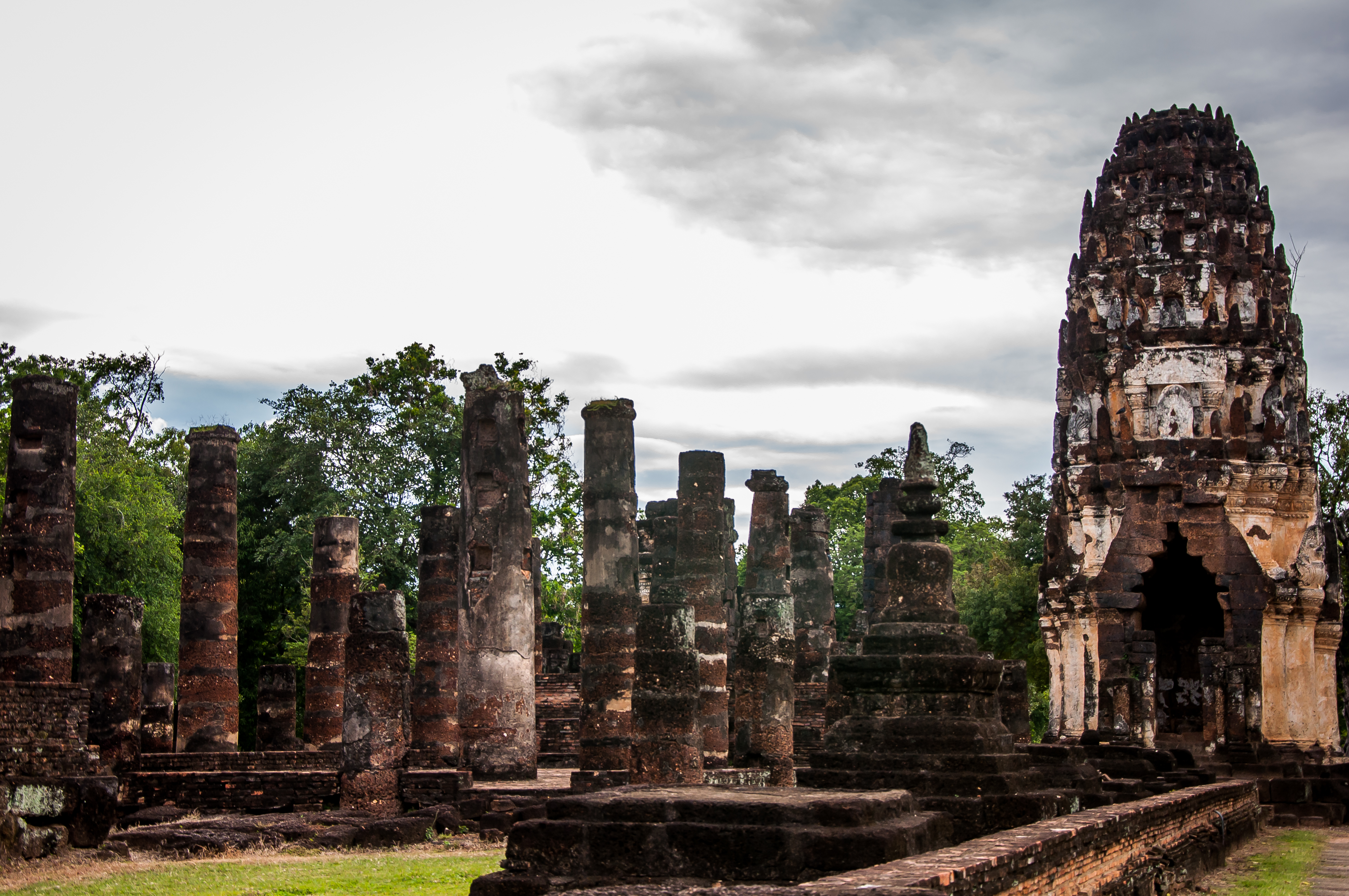
ワット・プラパーイルワン

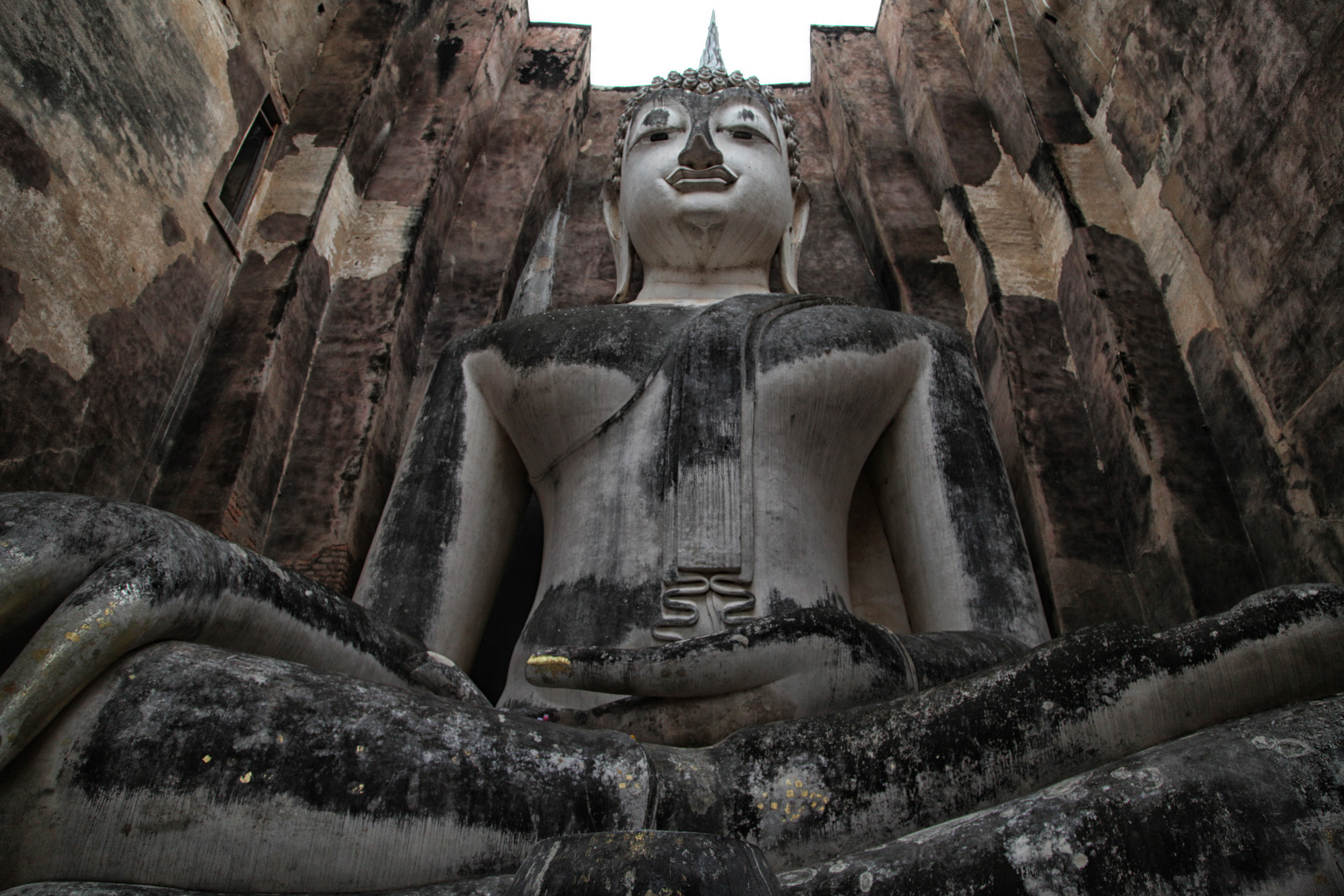
ワット・シーチュム

11. ワット・プラパーイルワン (Wat Phra Phai Luang)
12. タオトゥリアン（トゥリアン窯） (Tao Thu Riang 〈Turiang Kilns〉)
13. ワット・サンカーワート (Wat Sangkhawat 〈Wat Sanghāvāsa〉)
14. ワット・シーチュム (Wat Si Chum)
#. ワット・メーチョーン (Wat Mae Chon)
#. ワット・ノーンプルー (Wat Nong Prue)

### 城壁東側
15. ワット・チャーンローム (Wat Chang Lom)
16. ワット・トラパントーンラーン (Wat Thraphang Thong Lang)
17. ワット・チェーディースーン (Wat Chedi Sung)
#. ワット・チェーディーヨートハック (Wat Chedi Yot Hak)
#. ワット・トンマカーム (Wat Ton Makham)

### 城壁南側
18. ワット・コーンレーン (Wat Kon Laeng)
19. ワット・トンチャン (Wat Ton Chan)
20. ワット・チェットポン (Wat Chetuphon)
21. ワット・チェーディーシーホン (Wat Chedi Si Hong)
22. ワット・シーピチットキティカーンラヤーラーム (Wat Si Phichit Kirati Kanlayaram)
23. ワット・ウィハーントーン (Wat Wihan Thong)
24. ワット・アソーカーラーム (Wat Asokaram)
25. ワット・ムムランカー (Wat Mum Langka)
#. ワット・プローンメーン (Wat Phrong Men)
#. ナモー門 (Namo Gate)

### 西の山麓
26. ワット・サパーンヒン (Wat Saphan Hin)
27. ワット・アラニィク (Wat Aranyik 〈Wat Arannika〉)
28. ワット・チャーンロープ (Wat Chang Rop)
29. ワット・チェーディーガーム (Wat Chedi Ngam)
30. ワット・タムヒープ (Wat Tham Hip)
#. ワット・カオプラバートノーイ (Wat Khao Phra Bat Noi)
#. ワット・カオプラバートヤイ (Wat Khao Phra Bat Yai)

### 城壁西側

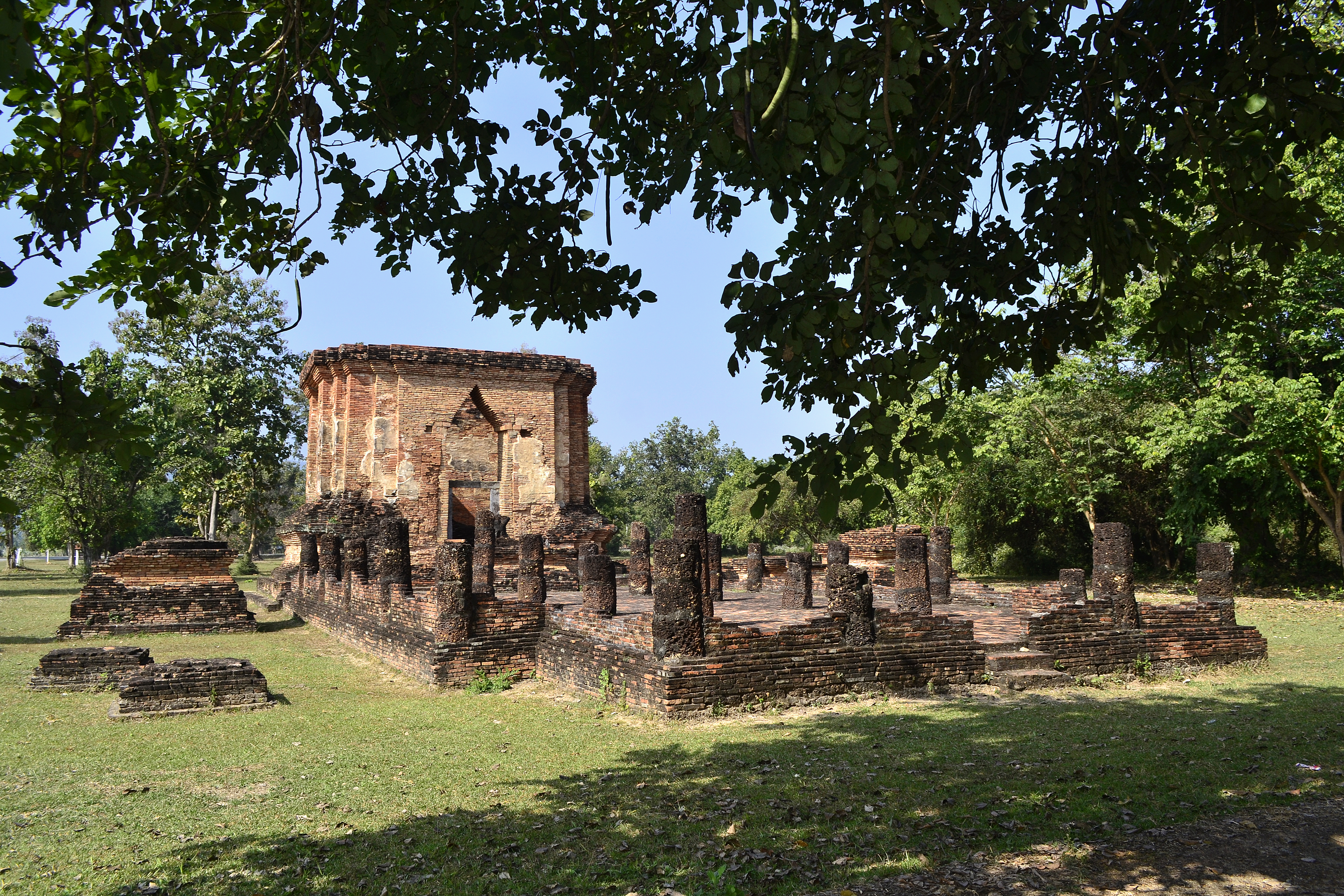
ワット・トゥック

31. ワット・マンコーン (Wat Mangkon)
32. ワット・プラユーン (Wat Phra Yuen)
33. ワット・パーマムワン (Wat Pa Mamuang)
34. ワット・トゥック (Wat Thuek)
35. ルワン王の堰（せき）（サリートポン・ダム）(Phra Ruang Dam 〈Saritphong Dam〉)
1950年設立の世界的なNGO国際かんがい排水委員会が推進する「かんがい施設遺産」に登録。
#. マハーカセートピマーン祠堂 (Mahakaset Piman Shrine)
#. ワット・シートーン (Wat Si Thon)